# Dicroismo lineal
El dicroísmo lineal (LD) o diatenuación es la diferencia entre la absorción de la luz polarizada paralela y la polarizada perpendicular a un eje de orientación. Es la propiedad de un material cuya transmitancia depende de la orientación de la luz linealmente polarizada que incide sobre él. Como técnica, se utiliza principalmente para estudiar la funcionalidad y la estructura de las moléculas. Las mediciones de LD se basan en la interacción entre la materia y la luz y, por tanto, son una forma de espectroscopia electromagnética.
Este efecto se ha aplicado en todo el espectro electromagnético, donde diferentes longitudes de onda de la luz pueden sondear una gran cantidad de sistemas químicos. En la actualidad, el uso predominante de la LD es el estudio de las biomacromoléculas (por ejemplo, el ADN), así como de los polímeros sintéticos.

## Información básica

### Polarización lineal
LD utiliza la luz polarizada linealmente, que es la luz que ha sido polarizada en una sola dirección.  Esto produce una onda, el vector de campo eléctrico, que oscila en un solo plano, dando lugar a una forma clásica de onda sinusoidal mientras la luz viaja por el espacio.  Utilizando luz paralela y perpendicular a la dirección de orientación es posible medir cuánta más energía se absorbe en una dimensión de la molécula respecto a la otra, proporcionando información al experimentalista.
Cuando la luz interactúa con la molécula investigada, si la molécula empieza a absorber la luz, la densidad de electrones dentro de la molécula se desplazará, ya que el electrón se convierte en fotoexcitado.  Este movimiento de carga se conoce como transición electrónica, cuya dirección se denomina polarización de la transición eléctrica.  Es esta propiedad la que mide el LD.
El LD de una molécula orientada se puede calcular mediante la siguiente ecuación:-
LD = A║- A┴
Donde A║ es la absorbancia paralela al eje de orientación y A┴ es la absorbancia perpendicular al eje de orientación.
Tenga en cuenta que se puede utilizar luz de cualquier longitud de onda para generar una señal LD.
Por lo tanto, la señal LD generada tiene dos límites sobre la señal que se puede generar.  Para un sistema químico cuya transición eléctrica es paralela al eje de orientación, se puede escribir la siguiente ecuación:
LD = A║- A┴ = A║ > 0
Para la mayoría de los sistemas químicos, esto representa una transición eléctrica polarizada a lo largo de la molécula (es decir, paralela al eje de orientación).
Alternativamente, se puede encontrar que la polarización de la transición eléctrica es perfectamente perpendicular a la orientación de la molécula, dando lugar a la siguiente ecuación:
LD = A║- A┴ = - A┴ < 0
Esta ecuación representa la señal de LD registrada si la transición eléctrica se polariza a lo ancho de la molécula (es decir, perpendicular al eje de orientación), que en el caso de LD es el menor de los dos ejes investigables.
Por lo tanto, el LD puede utilizarse de dos maneras.  Si se conoce la orientación de las moléculas en el flujo, el experimentalista puede observar la dirección de la polarización en la molécula (lo que da una idea de la estructura química de una molécula), o si se desconoce la dirección de la polarización, puede utilizarse como medio para calcular la orientación en el flujo de una molécula.

## Dicroísmo lineal UV
El dicroísmo lineal ultravioleta (UV) se emplea normalmente en el análisis de moléculas biológicas, especialmente moléculas grandes, flexibles y largas que resultan difíciles de determinar estructuralmente por métodos como la RMN y la difracción de rayos X.

### ADN
El ADN es casi ideal para la detección de LD UV. La molécula es muy larga y muy fina, por lo que es muy fácil orientarla en el flujo. Esto da lugar a una fuerte señal de LD. Los sistemas de ADN que se han estudiado mediante LD UV incluyen complejos ADN-enzima y complejos ADN-ligando, siendo la formación de estos últimos fácilmente observable mediante experimentos cinéticos.

### Proteínas fibrosas
Las proteínas fibrosas, como las proteínas implicadas en la enfermedad de Alzheimer y las proteínas priónicas, cumplen los requisitos del LD UV, ya que son una clase de moléculas largas y delgadas. Además, las proteínas del citoesqueleto también pueden medirse mediante LD.

### Proteínas de membrana
La inserción de proteínas de membrana en una membrana lipídica se ha monitorizado utilizando LD, proporcionando al experimentalista información sobre la orientación de la proteína en relación con la membrana lipídica en diferentes momentos.
Además, se han analizado otros tipos de moléculas mediante LD UV, como los nanotubos de carbono y sus complejos de ligandos asociados.

## Métodos de alineación

### Flujo de Couette
El sistema de orientación flujo de Couette es el método más utilizado para la orientación de muestras en el LD UV.  Tiene una serie de características que lo hacen muy adecuado como método de alineación de muestras.  El flujo de Couette es actualmente el único medio establecido para orientar moléculas en la fase de solución.  Este método también requiere sólo cantidades muy pequeñas de muestra de análisis (20 - 40 µl) para generar un espectro LD.  La recirculación constante de la muestra es otra propiedad útil del sistema, que permite realizar muchas mediciones repetidas de cada muestra, disminuyendo el efecto del ruido en el espectro final registrado.
Su modo de funcionamiento es muy sencillo, con la muestra intercalada entre un tubo giratorio y una varilla estacionaria. A medida que la muestra gira dentro de la célula, el haz de luz atraviesa la muestra, la absorbencia paralela se calcula a partir de la luz polarizada horizontalmente, la absorbencia perpendicular a partir de la luz polarizada verticalmente. El LD UV de flujo de Couette es actualmente el único medio comercialmente disponible para la orientación del LD.

### Película estirada
El dicroísmo lineal de la película estirada es un método de orientación basado en la incorporación de las moléculas de la muestra en una película de polietileno. La película de polietileno se estira, haciendo que las moléculas orientadas al azar en la película "sigan" el movimiento de la película. El estiramiento de la película hace que las moléculas de la muestra se orienten en la dirección del estiramiento.

## Técnicas asociadas

### Dicroísmo Circular
El LD es muy similar al dicroísmo circular (CD), pero con dos diferencias importantes.  (i) La espectroscopia de CD utiliza luz polarizada circularmente mientras que el LD utiliza luz polarizada linealmente. (ii) En los experimentos de CD las moléculas suelen estar libres en la solución, por lo que están orientadas al azar. El espectro observado es entonces una función sólo de la chiral o naturaleza asimétrica de las moléculas en la solución. En el caso de las biomacromoléculas, la CD es especialmente útil para determinar la estructura secundaria. Por el contrario, en los experimentos de LD las moléculas deben tener una orientación preferente, de lo contrario el LD=0. Con las biomacromoléculas se utiliza a menudo la orientación de flujo, otros métodos incluyen películas estiradas, campos magnéticos y geles comprimidos. Así, el LD proporciona información como la alineación en una superficie o la unión de una molécula pequeña a una macromolécula orientada al flujo, lo que le confiere una funcionalidad diferente a la de otras técnicas espectroscópicas.  Las diferencias entre el LD y el CD son complementarias y pueden ser un medio potente para dilucidar la estructura de las moléculas biológicas cuando se utilizan conjuntamente, ya que la combinación de técnicas revela mucha más información que una sola técnica aislada. Por ejemplo, la CD nos dice cuándo se pliega un péptido o una proteína de membrana, mientras que la LD nos dice cuándo se inserta en una membrana.

### Dicroísmo lineal detectado por fluorescencia
El dicroísmo lineal detectado por fluorescencia (FDLD) es una técnica muy útil para el experimentalista, ya que combina las ventajas del LD UV y ofrece también la detección confocal de la emisión de fluorescencia. La FDLD tiene aplicaciones en microscopía, donde puede utilizarse como medio de mapeo bidimensional de superficies mediante espectroscopia de polarización diferencial (DPS), donde la anisotropía del objeto escaneado permite registrar una imagen.  La FDLD también puede utilizarse junto con los tintes fluorescentes de intercalación (que también pueden controlarse mediante LD UV).  La diferencia de intensidad registrada entre los dos tipos de luz polarizada para la lectura de la fluorescencia es proporcional a la señal de LD UV, lo que permite el uso de DPS para obtener imágenes de superficies.